# Scirpus expansus
Scirpus expansus är en halvgräsart som beskrevs av Merritt Lyndon Fernald. Scirpus expansus ingår i släktet skogssävssläktet, och familjen halvgräs. Inga underarter finns listade i Catalogue of Life.